# Тверской порт
Тверско́й порт — речной порт в городе Твери, самый верхний порт на Волге. В составе порта имеется Тверской речной вокзал.
Речной порт в Твери был основан в 1853 году пароходным обществом «Самолет» как пристань Тверь, с 1931 года — пристань Калинин, с 1961 года — порт Калинин, с 1991 года — современное название. ОАО «Тверской порт» создан в 1994 году путём приватизации государственного предприятия «Тверской порт». В 1960 году в Калининском порту был открыт филиал Рыбинского речного училища имени В. И. Калашникова, в котором готовят кадры судоводителей для речного флота. В июне 2010 года Тверской порт исключен из перечня стратегических предприятий.
В 2010 году портом было отправлено 1,908 млн т. грузов, что на 10,6 % больше, чем в 2009 году; грузооборот вырос на 154,4 % до 215,99 млн тоннокилометров.

## Техническая оснащённость
В настоящее время входит в состав Московского речного пароходства. Ему подведомственны порт Кимры на левом берегу реки Кимрки, пристани Весьегонск на правом берегу реки Мологи, Калязин в устье реки Жабни, на восточном берегу Угличского водохранилища, Вышний Волочёк на левом берегу реки Цны, Осташков на восточном берегу озера Селигер. В состав Тверского порта входят Тверской и Конаковский грузовые районы, речные вокзалы в Твери и Осташкове, судоремонтные мастерские, около 170 судов, в том числе 40 пассажирских, 18 плавучих кранов грузоподъёмностью от 3 до 16 т, 5 землесосных снарядов и гидроперегружателей, Конаковская и Зубцовская паромные переправы через реку Волгу. На балансе порта числятся пассажирские теплоходы типов «Москвич», «Москва», «Заря», «Зарница». На грузовых перевозках используются буксирные теплоходы типа «Речной» мощностью 450 л. с., толкающие составы из 1-4 барж.
Пассажирские причалы порта расположены в центре Твери и способны принимать пассажирские многопалубные суда. В 1960-70-х гг. в порту Твери сооружены грузовые причалы длиной свыше 300 м. Причал Тверского грузового района протяженностью 150 м с расположенными на нём портальными кранами грузоподъемностью от 5 до 15 тонн, может обрабатывать суда смешанного (река-море) плавания осадкой до 4 метров. Порт Тверь производит добычу, сортировку и погрузку песка, песчано-гравийной смеси. Основными клиентами порта являются строительные и дорожные организации.
Среднесписочная численность работников на конец I квартала 2010 года составляет 376 человек.

## Перемерковский затон
Перемерковский затон — главная искусственная гавань порта, расположен на правом берегу Волги, в устье ручья Перемерки (отсюда название). 1-я очередь затона сооружена в 1966 году, 2-я — в 1971, 3-я-в 1972, общая площадь акватории 5,18 га, глубина до 7 м. С 1966 года используется для отстоя и ремонта судов. На северном берегу затона — блок цехов Тверских судоремонтных мастерских, другие производстводственные объекты.

## Судоремонтные мастерские
Тверские судоремонтные мастерские основаны в 1855 году пароходным обществом «Самолет» в устье реки Тьмаки, на её левом берегу. В 1855-57 на средства общества была сооружена Тверская искусственная гавань с 2 котлованами («ковшами»), стапелями и соединительным каналом (общая площадь гавани свыше 7 тыс. м²). Гавань была обнесена земляным валом высотой до 12 м, при входе в ковш устроена шлюзовая перемычка 13 м, по лев. берегу Тьмаки построены 3 дер. платформы для ремонта и осмотра корпусов судов, в устье Тьмаки — дер. шлюз шириной 13,16 м, позволявший поднимать уровень воды в реке на 2,9 м, ставить суда на платформы, заводить их в ковши на стапеля. В 213 м от ниже шлюза вверх по Тьмаке была сооружена так называемая Никольская перемычка (полушлюз), при помощи которой создавался подпор воды, дававший возможность осенью заводить суда на ремонтные площадки, находившиеся по обоим берегам Тьмаки выше перемычки. В ковши и на платформы ставились только металлические суда и пароходы, за перемычкой — все прочие суда. Сборка и ремонт судов производились в мастерских до конца 19 века. После постройки в 1900 году моста через Волгу в Твери проход больших судов был затруднен, их сборка и оснащение стали производиться в затоне Доскино близ Нижнего Новгорода. С постройкой в 1937 году Иваньковской плотины и созданием подпора воды в Волге выше Твери нужда в шлюзах, плотинах и перемычках на Тьмаке отпала. В 1968 году мастерские в устье Тьмаки ликвидированы, взамен их в 1966—1974 построены новые капитальные цеха мастерских в Перемерковском затоне.
В 1958 году мастерские вошли в состав Калининского порта.